# 光宗信吉
光宗 信吉（みつむね しんきち、10月8日 - ）は日本の作曲家、編曲家、キーボーディスト。福岡県福岡市出身。福岡県立修猷館高等学校、立教大学経済学部卒業。キーボーディストとしてサポート・ミュージシャンを務めた後、多数のアニメ作品の音楽を手がけている。

## 作品

### テレビアニメ
- ナースエンジェルりりかSOS（1995年）
- VS騎士ラムネ&40炎（1996年）（複数人で担当）
- 少女革命ウテナ（1997年）（劇中曲の作曲、及び合唱曲の編曲）
- アキハバラ電脳組（1998年）
- 遊☆戯☆王デュエルモンスターズ（2000年-2004年）
- ちっちゃな雪使いシュガー（2001年）
- ドラゴンドライブ（2002年）
- シスター・プリンセス RePureキャラクターズパート（編曲）（2002年）
- グリーングリーン（2003年）
- ローゼンメイデン（2004年）
- 魔法先生ネギま!（2005年）
- SPEED GRAPHER（2005年）
- ローゼンメイデン トロイメント（2005年）
- 半分の月がのぼる空（2006年）
- ゼロの使い魔（2006年）[1]
- あさっての方向。（2006年）[2]
- ローゼンメイデン オーベルテューレ（2006年）
- ロケットガール（2007年）
- スカイガールズ（2007年）
- ゼロの使い魔 〜双月の騎士〜（2007年）
- ゼロの使い魔 〜三美姫の輪舞〜（2008年）
- 快盗天使ツインエンジェル〜キュンキュン☆ときめきパラダイス!!〜（2011年）
- ゼロの使い魔F（2012年）
- ローゼンメイデン（2013年）
- 甘城ブリリアントパーク（2014年）[3]
- 遊☆戯☆王VRAINS（2017年）

### 劇場用アニメ
- 少女革命ウテナ アドゥレセンス黙示録（1999年）
- アキハバラ電脳組 〜2011年の夏休み〜（1999年）
- 遊☆戯☆王デュエルモンスターズ 光のピラミッド（2004年）
- 遊☆戯☆王 THE DARK SIDE OF DIMENSIONS（2016年）

### OVA
- フリクリ（2000年）
- ラブひな Again（2002年）
- スカイガールズ（2006年）

### 映画
- ラブ&ポップ（1998年 原作：村上龍、監督：庵野秀明　東映）

### 舞台
- ミュージカル  少女革命ウテナ（1997年 博品館劇場）
- ケンコー全裸系水泳部 ウミショー（2007年8月2日 - 8日、全労済ホール スペース・ゼロ）
- ミュージカル『DEAR BOYS』（2007年12月20日 - 12月29日 全労済ホール スペース・ゼロ）

### ゲーム
- 少女革命ウテナ（1998年 セガサターン）
- シンフォニック=レイン（一部編曲）（2004年 工画堂スタジオ）

### 楽曲提供
- 林原めぐみ
  - 「Nostalgic Lover」
  - 「Cherish Christmas」
  - 「明日になれ」
- 山本麻里安
  - 「Snow flower」
- パワーパフソウルズ
  - 「Cream Puff Shuffle」（アニメ「パワーパフガールズ」オープニング・テーマ）
  - 「WIN, LOSE or DRAW」（アニメ「パワーパフガールズ」エンディング・テーマ）